# 阿尔维莱尔
阿尔维莱尔（法語：Arvillers）是法国皮卡第大区索姆省的一个市镇，属于蒙迪迪耶区莫勒伊县。该市镇2009年时的人口为778人。

## 人口
阿尔维莱尔人口变化图示
| 数据来源：INSEE |